# Les Murs blancs du Nord
 (mars 2021).
La mise en forme du texte ne suit pas les recommandations de Wikipédia : il faut le « wikifier ».
Les points d'amélioration suivants sont les cas les plus fréquents :
- Les titres sont pré-formatés par le logiciel. Ils ne sont ni en capitales, ni en gras.
- Le texte ne doit pas être écrit en capitales (les noms de famille non plus), ni en gras, ni en italique, ni en « petit »…
- Le gras n'est utilisé que pour surligner le titre de l'article dans l'introduction, une seule fois.
- L'italique est rarement utilisé : mots en langue étrangère, titres d'œuvres, noms de bateaux, etc.
- Les citations ne sont pas en italique mais en corps de texte normal. Elles sont entourées par des guillemets français : « et ».
- Les listes à puces sont à éviter, des paragraphes rédigés étant largement préférés. Les tableaux sont à réserver à la présentation de données structurées (résultats, etc.).
- Les appels de note de bas de page (petits chiffres en exposant, introduits par l'outil «  Source ») sont à placer entre la fin de phrase et le point final[comme ça].
- Les liens internes (vers d'autres articles de Wikipédia) sont à choisir avec parcimonie. Créez des liens vers des articles approfondissant le sujet. Les termes génériques sans rapport avec le sujet sont à éviter, ainsi que les répétitions de liens vers un même terme.
- Les liens externes sont à placer uniquement dans une section « Liens externes », à la fin de l'article. Ces liens sont à choisir avec parcimonie suivant les règles définies. Si un lien sert de source à l'article, son insertion dans le texte est à faire par les notes de bas de page.
- La présentation des références doit suivre les conventions bibliographiques. Il est recommandé d'utiliser les modèles {{Ouvrage}}, {{Chapitre}}, {{Article}}, {{Lien web}} et/ou {{Bibliographie}}. Le mode d'édition visuel peut mettre en forme automatiquement les références.
- Insérer une infobox (cadre d'informations à droite) n'est pas obligatoire pour parachever la mise en page.

Pour une aide détaillée, merci de consulter Aide:Wikification.
Si vous pensez que ces points ont été résolus, vous pouvez retirer ce bandeau et améliorer la mise en forme d'un autre article.

Les Murs blancs du Nord est le 5e album de Catherine Durand sorti le 4 septembre 2012, le même jour que les Élections générales québécoises de 2012. L’album fut en nomination au Gala de l'ADISQ dans la catégorie Album de l'année – Folk en 2013.

## Historique
Le 31 août 2012, Catherine Durand lance son album Les Murs blancs du Nord en primeur québécoise au FME (Festival de Musique Émergente) à Rouyn-Noranda en Abitibi-Témiscamingue. 
En entrevue à l’émission Pénélope McQuade le 21 août 2012, Catherine décrit son album Les murs blancs du Nord en mentionnant qu’elle a apporté beaucoup plus de claviers pour un côté plus planant. Elle ajoute « J’ai laissé tomber un peu le folk pour vraiment plus me concentrer sur ça, le ouaté. C’est très hivernal comme album… ». Ses voyages en Islande l’ont influencé dans l’écriture de cet album.

## Accueil critique
Émilie Langlois-Pratte de la Bible urbaine donne une note de 4/5 pour Les Murs blancs du Nord et souligne le travail des musiciens : « Mention particulière aux membres du band qui ont enregistré l’album avec elle: les partitions sont tout simplement impeccables, les textures, soyeuses et riches, les rythmes, enivrants, et les arrangements, recherchés. Tout est travaillé minutieusement pour créer une harmonie à la fois complexe et vaporeuse. ». Elle ajoute en conclusion « …Les murs blancs du Nord est définitivement un album à ajouter à sa bibliothèque musicale. La simplicité lui va comme un gant, formule qu’elle utilise d’ailleurs depuis ses débuts. »
Guillaume Moffet du Voir souligne également la minutie des musiciens : « Qualifier ces murs blancs d’éthérés serait ne pas leur faire justice; les horizons dépeints par l’artiste et sa distribution all-star (François Lafontaine, Robbie Kuster, Jocelyn Tellier, entre autres) bénéficient d’une minutie de tous les instants. »

## Liste des titres
| 1.    | L'aube t'attendra            | Catherine Durand | Catherine Durand                 | 2:49 |
| 2.    | La Gueule du loup            | Catherine Durand | Catherine Durand                 | 4:31 |
| 3.    | Souvenirs                    | Dave Richard     | Catherine Durand                 | 4:00 |
| 4.    | À chacun sa pierre qui tombe | Catherine Durand | Catherine Durand                 | 3:19 |
| 5.    | Mon cœur te portera          | Catherine Durand | Catherine Durand                 | 4:21 |
| 6.    | Point de départ              | Catherine Durand | Catherine Durand, Salomé Leclerc | 4:20 |
| 7.    | Sur mon île                  | Catherine Durand | Catherine Durand                 | 2:44 |
| 8.    | Les Murs blancs du Nord      | Catherine Durand | Catherine Durand, Salomé Leclerc | 4:01 |
| 9.    | Je n'y suis pour rien        | Catherine Durand | Catherine Durand                 | 3:12 |
| 10.   | Cent un pas                  | Catherine Durand | Catherine Durand, Salomé Leclerc | 5:29 |
| 11.   | Des cendres de nous          | Catherine Durand | Catherine Durand                 | 5:38 |
| 44:24 |                              |                  |                                  |      |

## Personnel
Musiciens
- Catherine Durand : guitare acoustique, hi-string, programmation, guitare électrique
- Jocelyn Tellier : guitare acoustique, guitare acoustique ténor, basse, percussions, lap steel, batterie, tambourine
- François Lafontaine : claviers, clavinet, guitare acoustique, piano, orgue b3, wurlitzer, moog, voix
- Robbie Kuster : batterie, marimba de verre, xylophone, égoïne, shaker, steel drums
- Marie-Pierre Arthur : voix
- Laurence Hélie : voix

Production
- Catherine Durand : coréalisation, arrangements
- Jocelyne Tellier : réalisation, arrangements
- François Lafontaine : arrangements
- Robbie Kuster : arrangements
- Salomé Leclerc : arrangements (La gueule du loup, Les murs blancs du Nord)
- Michael Néron : prise de son, mixage
- Benoît Bouchard : prise de son
- François Charles Legault : prise de son
- Marc Thériault : matriçage

Visuel
- Claudine Sauvé : photo
- Patrice Dagenais : assistant photo
- Sébastien Bisson : design graphique